# Eric Narsjö
Eric Vilhelm Narsjö, född 14 augusti 1910 i Hemmesjö med Tegnaby församling, Kronobergs län, död 15 juni 1986 i Lund, var en svensk väg- och vattenbyggnadsingenjör. 
Narsjö, som var son till förste banmästare Oscar Nilsson och Sara Carlsson, avlade studentexamen i Karlskrona 1932 och utexaminerades från Chalmers tekniska högskola 1937. Han var ingenjör på Göteborgs stads gatukontor 1937, biträdande stadsingenjör i Ystads stad 1938, blev stadsingenjör i Arboga stad 1939 och var fastighetschef i Lunds stad från 1947. Han var sekreterare i Lunds stads Fastighets AB från 1948, huvudman och styrelseledamot Sparbanken i Lund från 1950, styrelseledamot i Ribbingska sjukhemmet från 1955, ledamot av direktionen och styrelseledamot i Råby yrkesskola från 1959 och värderingsman i Skånes stadshypoteksförening.